# امجد شکوه‌مقام
امجد شکوه‌مقام (زاده ۳۱ شهریور ۱۳۶۲ - سنندج) بازیکن سابق فوتبال اهل ایران است.
وی سابقه عضویت در باشگاه‌های صنعت نفت، صبای قم، ابومسلم، شاهین بوشهر، آلومینیوم هرمزگان و پدیده مشهد را دارد
وی در ۱۵ مهرماه ۱۳۹۵ به باشگاه فوتبال نفت امیدیه پیوست